# غيمة وسوم

230px سحابة وسوم بمواضيع متعلقة بالويب 2.0

سحابة الوسوم هي تمثيل مرئي للوسوم التي يعرفها المستخدمون لوصف المحتويات في مواقع الويب. في معظم الأحيان يكون الوسم عبارة عن كلمة واحدة أو اثنتان. الوسوم الأهم أو الأكثر في المحتوى تظهر بخط أكبر. في أغلب الأحيان تكون هذه الوسوم عبارة عن وصلات تشعبية إلى مجموعات من العناصر التي تنسحب إليها الوسوم.
تسمّى سحابة الوسوم في بعض المواقع «سحابة الكلمات الدلالية».
الوسم أو الوسام هو البديل الطبيعي للتصنيفات مثال:
أحمد من حيث التصنيف الديني: مسلم
من حيث الجنسية: مصري
من حيث النوع: ذكر
وذلك يتطلب «تقنيا» وجود تصنيفات ثلاثة تصنيف من حيث النوع والديانة والجنسية.
وهنا يظهر دور الأوسمة بدل من وجود تصنيفات يمكننا تخيل لصق أوسمة على المحتوى ومن هنا يكون من السهل إضافة إتباطات متعدده على نفس الشيء من دون الحاجة لتصنيفات.
وهنا أحمد سيكون له الأوسمة التالية مسلم، مصري، ذكر
ويمكن إصافة مبرمج، ويب، مفتوح المصدر بمنتهى البساطة
وأخيرا سحابة الوسوم هي ببساطة تمثيل لمدى تكرار وسم بعينه يكون الأكثر تكرارا هوا الكلمة الأكبر خطا تم الأقل تكرارا أقل حجما وهكذا
في الصورة المستخدمة كمثال Web2.0 هي الوسم الأكثر تكرارا وتليها الكلمات الأقل حجما وصولا بالكلمات ذات الحجم العادي.